# Papir Oxirrinc L 3525

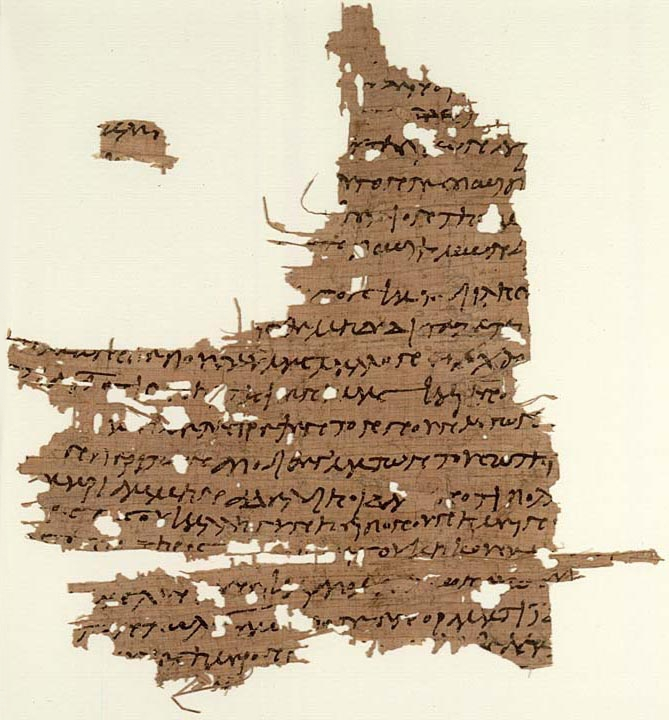
Papyrus Oxyrhynchus L 3525

Papir Oxirrinc L 3525 és una còpia antiga del llibre apòcrif de l'Evangeli de Maria escrit en grec. Es tracta d'un papir manuscrit en formar de rotlle que segons la paleografia ha estat datat pels volts del segle tercer. Forma part dels tres únics manuscrits que resten d'aquest evangeli i un dels dos manuscrits escrits en idioma grec. El Papir Oxirrinc L 3525 és més curt que el Papir Rylands 463.

## Descripció
Només van sobreviure petits fragments d'un sol full (probablement rotlle). El fragment es trenca per tot arreu. El text cobreix el material contingut en 9.1-10.10 del manuscrit copte. La reconstrucció de les parts que falten (sobretot s'inicia i acaba una de les línies) no és una tasca fàcil i depèn del text copte. Hi ha algunes diferències entre els papirs grecs i el fragment del text copte.
Va ser escrit en grec, amb 50 lletres per línia. Els Nomina sacra estan escrits en forma abreujada. El manuscrit va ser descobert a Oxirrinc. El text va ser editat per P. J. Parsons. El manuscrit es troba actualment en les Sales Papirologia de la Sackler de Biblioteques a Oxford amb el nombre plataforma P. Oxy. L 3525.